# Cyanose
 Mise en garde médicale
Le terme de cyanose désigne un symptôme clinique consistant en la coloration bleutée que prennent la peau et les muqueuses lorsque le sang contient plus de 5 grammes par décilitre d'hémoglobine désoxygénée. C'est donc un signe d'hypoxémie (diminution de la teneur du sang en oxygène) qui peut être la cause d'hypoxie (oxygénation insuffisante des tissus). Elle est entre autres un signe d'insuffisance respiratoire hypoxique grave.
Elle peut être causée par un trouble de la circulation, par une altération de l’oxyhémoglobine ou par un trouble de l’hématose. Elle peut être la conséquence, entre autres, de troubles pulmonaires, de malformations cardiaques congénitales, d’une mauvaise circulation du sang, d’une anémie ou d’une intoxication.

## Les cyanoses
Il existe deux grands types de cyanose :

### La cyanose centrale
Elle est liée à une désaturation du sang artériel en dioxygène. Cette pathologie atteint l'ensemble du corps. Elle peut avoir pour origine deux causes :
1. Un problème d'hématose pulmonaire (par exemple une bronchopneumonie). Le passage du dioxygène dans le sang est diminué ;
2. Un problème circulatoire. Il y a communication interventriculaire (malformation cardiaque congénitale comportant un shunt droite-gauche comme la tétralogie de Fallot).

Le shunt le plus fréquent est le shunt gauche-droite, en raison de la pression plus élevée dans la grande circulation. Le shunt droite-gauche existe normalement chez le fœtus, et chez le nouveau-né jeune, avant la fermeture du canal artériel survenant dans les premiers jours après la naissance, il existe un léger shunt gauche-droite

### La cyanose périphérique
Elle est liée à une désaturation veineuse provoquée par une extraction du dioxygène du sang plus importante par les tissus. Une insuffisance circulatoire entraîne la stagnation du sang et une élévation de l'extraction.
Elle arrive lorsque la concentration en hémoglobine réduite dépasse les 5 g/100 ml de sang capillaire.
Cette pathologie peut atteindre tout le corps ou être localisée comme dans le syndrome cave supérieur où elle atteint seulement les parties drainées par la veine cave supérieure.